# Étienne Perruchon
Étienne Perruchon, né le 23 octobre 1958 à Suresnes et mort le 14 mai 2019 à Nantes, est un compositeur de musique français, connu principalement pour ses musiques de film.

## Biographie
Né en 1958, Étienne Perruchon est compositeur d’œuvres de musique de film.
Après des études musicales avec notamment Claire Legrand (de l’Institut musical européen), Ani et Raffi Pétrossian, Pierre Ficket pour le piano et Solange Anconna (prix de Rome), pour la composition et l’écriture, il obtient le prix en supérieur[Quoi ?] de l’Institut musical européen et le diplôme de fin d’études de piano de l’Union des conservatoires du Val de Marne (1979), la médaille de vermeil d’analyse en supérieur au Conservatoire à rayonnement régional de Versailles (1980), la médaille d’or d’analyse et d’écriture au Conservatoire de Versailles (1981).
Après avoir habité la région d'Annecy pendant près de 30 ans, il passe les dernières années de sa vie à Couëron (Loire-Atlantique), avant de mourir le 14 mai 2019 à Nantes à l'âge de 60 ans, après une longue bataille contre la maladie. Ses obsèques se tiennent dans l'après-midi du 20 mai en l'église Sainte-Thérèse de Nantes.

## Œuvres musicales[5]
- Les Bronzés 3 : Amis pour la vie
- Enfin veuve
- Dogora : Ouvrons les yeux
- Tchikidan
- Skaanza
- Dogorians (le Musical)
- Libretto
- Voir la mer
- La Guerre des miss
- Le Magasin des suicides
- Philharmonia
- Le 7e continent
- Pinocchio
- La Reine des Neiges
- Le petit tailleur
- Tzungati
- Tcheka Noukia
- The song of Jerusalem
- Kienta Kien
- L'hymne des montagnes
- Dianoura ![6]
- 4 chansons populaires
- Ma vie comme un film
- Le lecteur du lavomatic
- Voyage à Pékin
- Rapsodin
- Un grand bouquet blanc
- Woyzeck
- Concerto pour percussions et orchestre
- Epitaphe
- A la recherche de Poséidon
- Don Quichotte ou le voyage des rêves
- Le Magicien d'Oz
- Le Roi Singe
- Brass band (suite de Dogora)
- La Danse du Fou
- Le pacte des Alpages
- Cinq danses dogoriennes
- Les danses de Presles
- Les danses de Pokornic
- Moments d'égarement
- Brass Quichotte
- Djeno
- Créaterra
- Fantaisie pour Ocarina de concert
- Fantasiesta
- La grande parade au cabaret de l'ange bleu (1995)

## Œuvre spéciale
Étienne Perruchon est notamment connu pour les « Musiques dogoriennes » illustrant le monde de Dogora, pays imaginaire d'Europe centrale (film Dogora : Ouvrons les yeux).

## Distinctions
- Prix du syndicat de la critique 2002 : meilleur compositeur de musique de scène pour Léonce et Léna